# Joseph-Michel-Pascal Buhan
Pour les articles homonymes, voir Buhan.
Joseph-Michel-Pascal Buhan (Bordeaux, 17 avril 1770 - Bordeaux, 24 février 1822) est un auteur dramatique, avocat, poète et polémiste français.

## Biographie
Fils d'un avocat, procureur syndic de Bordeaux, il devient lui-même avocat dans sa ville natale et commence à plaider en 1792. En mars 1793, il décide de s'engager dans les armées de Vendée dans un bataillon de volontaire de la Gironde et y devient officier d'ordonnance du général Boulard.
Ayant d'importantes difficultés de vue, il entre dans l’administration, chargé des transports et convois militaires de l'armée des Pyrénées occidentales.
Un des propagateurs de la résistance des départements du Midi à la Convention pour la défense des Girondins, il est mis hors la loi. Après la chute de Robespierre, il entre à Paris au ministère de la Guerre comme chef de correspondance. Par les diverses rencontres qu'il fait dans cette charge, c'est à ce moment-là qu'il se lance en littérature. Il laisse quelques comédies, des poèmes publiées dans la presse et des ouvrages polémiques.
Après le Coup d'État du 18 brumaire, il redevient avocat à Bordeaux et, en 1811, fait partie du tribunal des douanes. Censeur et bâtonnier de l'ordre (1821), il meurt à Bordeaux le 24 février 1822.
Laissant quatre enfants qu'il eut de sa nièce qu'il avait épousée, dans le besoin, ses amis parvinrent à obtenir à sa veuve une pension de 1 200 Frs pour ses actions en faveur de la Restauration.

## Œuvres
- Lettre des administrateurs du directoire du département de la Gironde, 1790
- Revue des auteurs vivants grands et petits, coup d’œil sur la république des lettres en France, 6e année de la République française, par un Impartial, s'il en est, 1796
- Il faut un état, ou la Revue de l'an six, proverbe en un acte, en prose, et en vaudevilles, avec René de Chazet et François-Pierre-Auguste Léger, 1797
- Gilles aéronaute, comédie en un acte et deux parties, avec Armand Gouffé et Noël Aubin, 1799
- Réflexions sur l'étude de la législation, et sur la meilleure manière d'enseigner cette science, 1800